# Sundarbazar
Sundarbazar (Nepali सुन्दरबजार) ist eine Stadt (Munizipalität) im Distrikt Lamjung in Zentral-Nepal.
Sundarbazar liegt am Zusammenfluss von Paundi Khola und Marsyangdi 12 km südsüdöstlich der Distrikthauptstadt Besisahar. Am Ufer des Marsyangdi befindet sich das Wasserkraftwerk Middle Marsyangdi HEP.
Die Stadt Sundarbazar entstand Ende 2014 durch Zusammenschluss der Village Development Committees Bhoteodar, Kunchha, Parewadanda, Sundarbazar und Tarku.
Das Stadtgebiet umfasst 43,3 km².

## Einwohner
Bei der Volkszählung 2011 hatten die VDCs, aus welchen die Stadt Sundarbazar entstand, 20.475 Einwohner (davon 9030 männlich) in 5512 Haushalten.
Die Einwohnerzahl im VDC Sundarbazar betrug zu dieser Zeit 6715.